# 卡薩達加 (紐約州)
卡薩達加（英語：Cassadaga）是位於美國紐約州學托擴縣的村。

## 人口
根據2020年美國人口普查的數據，卡薩達加的面積為2.75平方千米，當中陸地面積為2.19平方千米，而水域面積為0.56平方千米。當地共有人口573人，而人口密度為每平方千米208人。